# Словения на «Евровидении-2014»
Словения принимает участие в конкурсе песни «Евровидение 2014» в Копенгагене, Дания. Представитель был выбран путём национального отбора при помощи конкурса «EMA 2014», организованным словенским национальным вещателем «RTVSLO».

## EMA 2014
EMA 2014 стал 18-м конкурсом словенского национального финала, который выбирал представителя от Словении на «Евровидение 2014». «RTVSLO» официально подтвердил участие Словении на Евровидение 17 января 2014 года после двойного продления крайнего срока первоначального который был назначен на 22 ноября 2013 года, чтобы вещатель смог найти необходимое финансирование для участия. 23 января 2014 года «RTVSLO» объявил, что конкурс «EMA 2014» станет конкурсом чтобы выбрать представителя Словении для конкурса 2014 года, «RTVSLO» также решил отказаться от организации конкурса при помощи внутреннего отбора и предпочтёл национальный отбор.
Миша Молк (руководитель проекта «RTVSLO») и Александр Радич (глава делегации Словении на Евровидении) отвечали за организацию национального финала. Конкурс состоялся 8 марта 2014 года где были представлены кандидаты и композиторы, которые получили приглашение чтобы участвовать в конкурсе. Победившая песня и исполнитель определились исключительно путём телезрительского голосования.
Конкурс проходил в студии вещателя «RTVSLO» 8 марта 2014 года в Любляне и конкурс вела Ула Фурлан. Победившая песня и исполнитель определялись исключительно телеголосованием.
| № | Исполнитель                      | Песня                | Музыка (м) / Текст (т)                                                                                |
| - | -------------------------------- | -------------------- | --- |
| 1 | Omar Naber                       | «I won’t give up»    | Omar Naber (м & т)                                                                                    |
| 2 | Nermin Puškar & Samuel Lucas     | «Masquerade»         | Krešimir Tomec (м), Igor Leonardi (м & т), Nermin Puškar (м & т), Lejla Delalić (т), Donna Osterc (т) |
| 3 | Bilbi                            | «To ni blues»        | Maja Pihler Stermecki (м & т), Gregor Stermecki (м & т)                                               |
| 4 | NUDE                             | «It’s gonna be OK!»  | NUDE (м & т)                                                                                          |
| 5 | Rudi Bučar совместно с Elevators | «Tja»                | Rudi Bučar (м & т)                                                                                    |
| 6 | Тинкара Ковач                    | «Round and Round»    | Raay (м), Tinkara Kovač (т), Hannah Mancini (т), Tina Piš (т)                                         |
| 7 | Muff                             | «Let me be (myself)» | Tadej Košir (т), Anže Kacafura (м), Miha Gorše (т), Senidah (т)                                       |

## На Евровидении
Представитель Словении на конкурсе будет выступать во второй половине второго полуфинала, который пройдет 8 мая 2014 года в Копенгагене.